# Wolverine Lake
Wolverine Lake es una villa ubicada en el condado de Oakland en el estado estadounidense de Míchigan. En el Censo de 2010 tenía una población de 4312 habitantes y una densidad poblacional de 989,82 personas por km².

## Geografía
Wolverine Lake se encuentra ubicada en las coordenadas 42°33′21″N 83°29′9″O / 42.55583, -83.48583. Según la Oficina del Censo de los Estados Unidos, Wolverine Lake tiene una superficie total de 4.36 km², de la cual 3.29 km² corresponden a tierra firme y (24.55%) 1.07 km² es agua.

## Demografía
Según el censo de 2010, había 4312 personas residiendo en Wolverine Lake. La densidad de población era de 989,82 hab./km². De los 4312 habitantes, Wolverine Lake estaba compuesto por el 95.87% blancos, el 0.67% eran afroamericanos, el 0.44% eran amerindios, el 1.21% eran asiáticos, el 0% eran isleños del Pacífico, el 0.39% eran de otras razas y el 1.41% pertenecían a dos o más razas. Del total de la población el 2.44% eran hispanos o latinos de cualquier raza.

## Educación
Las Walled Lake Consolidated Schools sirve el pueblo.